# Trypanaeus laevisternus
Trypanaeus laevisternus är en skalbaggsart som beskrevs av Heinrich Bickhardt 1916. Trypanaeus laevisternus ingår i släktet Trypanaeus och familjen stumpbaggar. Inga underarter finns listade i Catalogue of Life.